# Pomayrols

Pomayrols este o comună în departamentul Aveyron din sudul Franței. În 1 ianuarie 2022 avea o populație de 118 de locuitori.